# 山里乡
山里乡，是中华人民共和国黑龙江省双鸭山市饶河县下辖的一个乡镇级行政单位。

## 行政区划
山里乡下辖以下地区：
山里村、光明村、双河村、二林子村、奋斗村、山河村、三道岗村、新利村和二道岗村。